# Rachide Forbes
Rachide Forbes Vandinho Barreto (Mansôa, 20 giugno 1989) è un ex calciatore guineense, di ruolo attaccante.

## Carriera
Ha giocato 8 partite nella massima serie portoghese.